# Biélorussie aux Jeux européens de 2015
La Biélorussie participe aux Jeux européens de 2015 qui ont lieu du 12 au 28 juin 2015 à Bakou en Azerbaïdjan. Elle termine septième au tableau des médailles.

## Médailles
| Sport                    | Discipline                                            | Athlète(s) | Performance     | Date    |
| ------------------------ | ----------------------------------------------------- | --- | --------------- | ------- |
| Médailles d'or : 10      |                                                       | |                 |         |
| Lutte                    | Lutte libre femmes - 75 kg                            | Vasilisa Marzaliuk                                                                                             |                 | 16 juin |
| Canoë-kayak              | C2 - 1 000 mètres - Hommes                            | Andrei Bahdanovich Aliaksandr Bahdanovich                                                                      | 3 min 34 s 412  | 15 juin |
| Canoë-kayak              | K1 - 5 000 mètres - Femmes                            | Maryna Litvinchuk                                                                                              | 22 min 48 s 990 | 16 juin |
| Canoë-kayak              | K2 - 200 mètres - Femmes                              | Maryna Litvinchuk Marharyta Makhneva                                                                           | 37 s 399        | 16 juin |
| Cyclisme                 | Contre-la-montre masculin                             | Vasil Kiryienka                                                                                                |                 | 18 juin |
| Cyclisme                 | Course en ligne féminine                              | Alena Amialiusik                                                                                               |                 | 20 juin |
| Gymnastique              | Gymnastique rythmique - Concours général              | Ksenya Cheldishkina Maria Kadobina Valeriya Pischelina Arina Tsitsilina Hanna Dudzenkova                       |                 | 21 juin |
| Sambo                    | 74 kg - Hommes                                        | Stsiapan Papou                                                                                                 |                 | 22 juin |
| Sambo                    | 64 kg - Femmes                                        | Tatsiana Matsko                                                                                                |                 | 22 juin |
| Tir                      | Hommes - Carabine à 10 m air comprimé                 | Vitali Bubnovich                                                                                               |                 | 16 juin |
| Médailles d'argent : 11  |                                                       | |                 |         |
| Boxe                     | Poids coqs (-56 kg) - Hommes                          | Dzmitry Asanau                                                                                                 |                 | 25 juin |
| Gymnastique              | Gymnastique rythmique - Cerceau                       | Melitina Staniouta                                                                                             |                 | 21 juin |
| Gymnastique              | Trampoline - Concours individuel masculin             | Uladzislau Hancharou                                                                                           |                 | 21 juin |
| Gymnastique              | Trampoline - Concours synchronisé masculin            | Uladzislau Hancharou Mikalai Kazak                                                                             |                 | 21 juin |
| Lutte                    | Lutte libre hommes - 125 kg                           | Aliaksei Shamarau                                                                                              |                 | 18 juin |
| Lutte                    | Lutte gréco-romaine hommes - 59 kg                    | Soslan Daurov                                                                                                  |                 | 13 juin |
| Natation                 | 200 m dos masculin                                    | Mikita Tsmyh                                                                                                   |                 | 24 juin |
| Sambo                    | 90 kg - Hommes                                        | Andrei Kazusionak                                                                                              |                 | 22 juin |
| Sambo                    | 68 kg - Femmes                                        | Volha Namazava                                                                                                 |                 | 22 juin |
| Sambo                    | Simple masculin                                       | Vladimir Samsonov                                                                                              |                 | 19 juin |
| Tir à l'arc              | Par équipes femmes                                    | Hanna Marusava Yekaterina Mulyuk-Timofeyeva Alena Tolkach                                                      |                 | 18 juin |
| Médailles de bronze : 22 |                                                       | |                 |         |
| Canoë-kayak              | K2 - 1 000 mètres - Hommes                            | Vitaliy Bialko Raman Piatrushenka                                                                              | 3 min 13 s 584  | 16 juin |
| Canoë-kayak              | K4 - 1 000 mètres - Hommes                            | Pavel Miadzvedzeu Aleh Yurenia Vitaliy Bialko Raman Piatrushenka                                               | 3 min 8 s 827   | 16 juin |
| Gymnastique              | Gymnastique acrobatique - Concours par équipe féminin | Katsiaryna Barysevich Veranika Nabokina Karina Sandovich                                                       |                 | 19 juin |
| Gymnastique              | Gymnastique acrobatique - Statique - Femmes           | Katsiaryna Barysevich Veranika Nabokina Karina Sandovich                                                       |                 | 21 juin |
| Gymnastique              | Gymnastique acrobatique - Dynamique - Femmes          | Katsiaryna Barysevich Veranika Nabokina Karina Sandovich                                                       |                 | 21 juin |
| Gymnastique              | Gymnastique rythmique - Concours individuel           | Melitina Staniouta                                                                                             |                 | 19 juin |
| Gymnastique              | Gymnastique rythmique - Ballon                        | Melitina Staniouta                                                                                             |                 | 21 juin |
| Gymnastique              | Gymnastique rythmique - Massue                        | Melitina Staniouta                                                                                             |                 | 21 juin |
| Gymnastique              | Gymnastique rythmique - Concours général              | Ksenya Cheldishkina Maria Kadobina Aliaksandra Narkevich Valeriya Pischelina Arina Tsitsilina Hanna Dudzenkova |                 | 17 juin |
| Gymnastique              | Trampoline - Concours individuel féminin              | Hanna Harchonak                                                                                                |                 | 21 juin |
| Lutte                    | Lutte gréco-romaine hommes - 80 kg                    | Viktar Sasunouski                                                                                              |                 | 14 juin |
| Lutte                    | Lutte gréco-romaine hommes - 130 kg                   | Ioseb Chugoshvili                                                                                              |                 | 14 juin |
| Lutte                    | Lutte libre femmes - 53 kg                            | Nadzeya Shushko                                                                                                |                 | 15 juin |
| Lutte                    | Lutte libre femmes - 60 kg                            | Veranika Ivanova                                                                                               |                 | 15 juin |
| Lutte                    | Lutte libre femmes - 63 kg                            | Maryia Mamashuk                                                                                                |                 | 15 juin |
| Sambo                    | 57 kg - Hommes                                        | Uladzislau Burdz                                                                                               |                 | 22 juin |
| Sambo                    | +100 kg - Hommes                                      | Yury Rybak |                 | 22 juin |
| Sambo                    | 60 kg - Femmes                                        | Katsiaryna Prakapenka                                                                                          |                 | 22 juin |
| Tir                      | Hommes - Carabine à 50 m tir couché                   | Siarhei Martynau                                                                                               |                 | 18 juin |
| Tir                      | Hommes - Carabine à 50 m trois positions              | Vitali Bubnovich                                                                                               |                 | 19 juin |
| Tir                      | Femmes - Pistolet à 10 m air comprimé                 | Viktoria Chaika                                                                                                |                 | 17 juin |
| Tir à l'arc              | Individuel masculin                                   | Anton Prilepov                                                                                                 |                 | 22 juin |